# Nowaja gazieta
„Nowaja gazieta” (ros. Новая газета) – gazeta o profilu liberalnym, ukazująca się w Moskwie, wybranych regionach Rosji i poza jej granicami. Z powodu częstych problemów finansowych, gazeta wielokrotnie zmieniała częstotliwość i dni wydawania. Obecnie działalność gazety jest zawieszona.
Siedziba redakcji mieści się w Moskwie. Jej redaktorem naczelnym jest Dmitrij Muratow, a na jej łamach publikowali m.in. Michaił Gorbaczow i Andriej Piontkowski.
W swoich treściach gazeta odchodzi od typowego dziennikarstwa informacyjnego, skupiając się w swoich artykułach na pogłębionych komentarzach, analizach i reportażach. Jej znakiem rozpoznawczym jest niebieska kolorystyka i strona tytułowa drukowana w układzie poziomym.
Gazeta nie unika trudnych tematów, prowadziła np. dziennikarskie śledztwo w sprawie śmierci Anny Politkowskiej, która pracowała w „Nowej gaziecie” w latach 1999–2006. Trzy lata wcześniej, 3 lipca 2003 r., zmarł w wyniku otrucia reporter gazety „Nowaja Gazieta”, Jurij Szczekoczichin. „Wyrok” wydano na niego za opublikowanie fragmentu książki Aleksandra Litwinienki Wysadzić Rosję. 19 stycznia 2009 r. zamordowano (wraz z rosyjskim obrońcą praw człowieka Stanisławem Markiełowem) współpracowniczkę gazety, dziennikarkę Anastasiję Baburową.
W 2021 r. Muratow otrzymał Pokojową Nagrodę Nobla za działalność dziennikarską w ramach "Nowej gaziety". Muratow stwierdził, że nagroda należy się nie tyle jemu co dziennikarzom "Nowej gaziety" jako grupie.
28 marca 2022 roku w związku z inwazją Rosji na Ukrainę „Nowaja gazieta” ogłosiła zawieszenie działalności po otrzymaniu ostrzeżenia od Roskomnadzoru. Działalność gazety została zawieszona do czasu zakończenia „specjalnej operacji wojskowej na Ukrainie". W kwietniu 2022 roku zainaugurowano działalność gazety „Nowaja gazieta. Jewropa”, założonej przez dziennikarzy „Nowej gaziety”, którzy opuścili Rosję. We wrześniu 2022 roku moskiewski sąd unieważnił gazecie licencję na drukowanie prasy.